# Ожогина
Ожо́гина (якут. Одьуогун) — река в Якутии, левый приток Колымы.
Длина реки — 523 км, площадь водосборного бассейна — 24 300 км². Является 3-м по длине (после Омолона и Седедемы) и 8-м по площади бассейна притоком Колымы.
Названа по имени русского землепроходца Ивана Ожоги (Ожеги), погибшего на реке в XVII в.

## Гидрография
Образуется слиянием двух рек: Сулаккан и Дёлькю, истоки которых находится на северных склонах Момского хребта.
Место слияния расположено в глубоко врезанной долине, имеющей крутые осыпные склоны. Ниже по течению ширина долины начинает резко возрастать, а глубина её вреза уменьшается; ширина русла возрастает до 50 м. Днище долины представляет собой обширную заболоченную пойму со множеством старичных озёр. Река протекает по Ожогинскому долу на восток, в едином, очень извилистом русле. Перекатов практически нет, много глубоких плёсов. Ширина в низовье достигает 300 м. Глубина русла изменяется от 0,7 до 12 м, скорость течения — от 0,3 до 1,4 м/с.
В бассейне Ожогиной более 2800 озёр, крупнейшие из них: Улахан-Эбе, Арганаму-Кюель, Артёх, Намы, Оргуллах. Долина реки покрыта редкостойной лиственничной тайгой.

## Гидрология
Питание дождевое и снеговое. Замерзает в октябре, зимой перемерзает; вскрывается в мае. Половодье с третьей декады мая по июнь, которое сменяется высокой летне-осенней меженью, прерываемой дождевыми паводками.
Мутность и минерализация воды незначительны. По качеству вода соответствует условно чистой.

## Сток
В зимнюю межень минимальный уровень и расход воды. Среднемноголетний расход воды в устье реки составляет 170 м³/с, объём стока 5,365 км³/год.

## Хозяйственное использование
Река судоходна для маломерных судов с осадкой 0,6-0,8 м на нижних 250 км. Ожогина используется для организации туристического сплава.

## Вскрытие реки
В справочнике по гидрографии СССР (1954) приведено свидетельство учёного Б. В. Зонова о процессе вскрытия реки Ожогиной.

С наступлением теплых дней и началом весеннего снеготаяния на поверхности льда реки Ожогиной появились небольшие скопления воды, по ночам покрывающиеся тонкой корочкой льда. Но самый ледяной покров сохранялся ещё без изменений. Вечером 11 мая все присутствующие на таборе экспедиции были поражены странным шумом, доносившемся сверху по течению реки и прогрессивно усиливавшимся. По выходе на берег нам представилось следующее зрелище. Из-за поворота реки медленно полз вал воды, двигавшийся мощным потоком поверх ледяного покрова. При приближении этого вала к прорубям поперечного створа, в котором производились промеры глубин на плесе, лед получил сильный прогиб под тяжестью надвигавшихся масс воды и все проруби в течение нескольких секунд сильно фонтанировали до полуметровой высоты.
Небольшие по толщине покрышки из льда, образовавшиеся в прорубях после производства промеров, при этом надвигании воды пробками вылетали в воздух. При выходе потока на промерзший перекат такого прогиба, конечно, не получилось, но зато водный поток, углубившийся над плесом, несколько замедлил своё движение, как бы переваливая через неподатливый гребень переката. Это шла «верховая» вода, скопившаяся выше по течению в горной части реки, в расстоянии 50—60 км от местности Марынгатталах (предыдущие дни происходило сильное таяние), и к вечеру 11 мая поток талых вод по поверхности ледяного покрова докатился до нашего пункта. Уровень воды в реке сразу поднялся на 207 см. Весь этот процесс бурного заполнения и оживления промерзшего «мёртвого» русла Ожогиной чрезвычайно напоминает описания заполняющихся ливневыми водами сухих долин (уади) пустынных областей Африки.
В ближайшую ночь этот поверхностный поток, имея несколько ослабленные скорости, покрылся свежим, молодым льдом, который, благодаря наступившему похолоданию, сохранился в течение 4 дней, выдерживая тяжесть человека. Таким образом, несколько дней на реке имелся двухъярусный ледяной покров с двумя прослойками воды — нижним неподвижным, заключённым в непроточных водоемах между смежными перекатами, и верхним текучим — над зимним покровом.
Последующее таяние и прибыль воды разрушили весенний покров, вслед за которым под отепляющим действием воды сверху начал разрушаться и зимний покров, отделяясь от берегов и всплывая на поверхность большими участками. 26 мая начался сплошной ход зимнего льда, двигавшегося большими полями с частыми заторами и торошением на берегах.

## Основные притоки
Указаны притоки длиной более 100 км
| Название  | Расстояние от устья | Длина | Положение |
| --------- | ------------------- | ----- | --------- |
| Хоска     | 6                   | 297   | левый     |
| Силяп     | 207                 | 191   | правый    |
| Дойду     | 249                 | 198   | левый     |
| Арга-Юрях | 262                 | 164   | правый    |
| Кынрайдах | 294                 | 154   | правый    |
| Чёчёлюгюн | 349                 | 208   | правый    |
| Тирехтях  | 427                 | 108   | левый     |
| Бургалы   | 434                 | 174   | правый    |
| Дёлькю    | 523                 | 137   | правый    |
| Сулаккан  | 523                 | 166   | левый     |